# 三菱ふそう・6S系エンジン
三菱ふそう・6S系エンジンは、三菱ふそうトラック・バスが製造する車両に搭載されるダイムラー・トラック製の水冷4ストローク直列6気筒DOHC24バルブディーゼルエンジンである。

## 概要
従来、三菱ふそうの大型トラックや高速・観光バスにおいては6R10が搭載されていた。6S10は2017年9月以降のポスト・ポスト新長期規制の適用に際して6R20との二本立てにより対応を行うことになり開発された機種である。6R20については当該項目を参照のこと。

## 解説
ポスト・ポスト新長期規制の適用の際、従前のポスト新長期規制比で排気ガス中NOxの4割低減を達成すべく、DPFと尿素SCRを組み合わせた新BlueTecシステムとの組み合わせにより対応している。また既存6R10は排気量12.8L質量1,300kgであったが、ダウンサイジングにより排気量7.7L質量800kgと排気量で5L超、質量において540kgの削減を果たしている。排気量削減に伴う低速トルク低下と高回転での出力確保などのドライバビリティ対策のため、小型のプライマリタービンと大型のセカンダリタービンの二基掛けによる2ステージターボとしている。また排ガス規制対応のため燃焼室形状の最適化、および最大240MPaの高圧噴射コモンレールシステムの搭載により平成27年重量車燃費基準+15%を達成している。
なおスーパーグレートにおいてはT1およびT2の2パターンの仕様が搭載されるが、エアロクイーン及びエアロエースにはT2のみの搭載となる。

## ラインナップ
| 型式     | 排気量 | 最高出力（ネット値） [kW(PS)/rpm] | 最大トルク（ネット値） [N・m(kgf・m)/rpm] | 製造期間 | 備考 |
| -------- | ------ | --------------------------------- | ----------------------------------------- | -------- | ---- |
| 6S10(T1) | 7,697  | 260(354)/2,200                    | 1,400(142)/1,200-1,600                    | 2017-    |      |
| 6S10(T2) | 7,697  | 280(381)/2,200                    | 1,400(142)/1,200-1,600                    | 2017-    |      |

## 搭載車種
- スーパーグレート

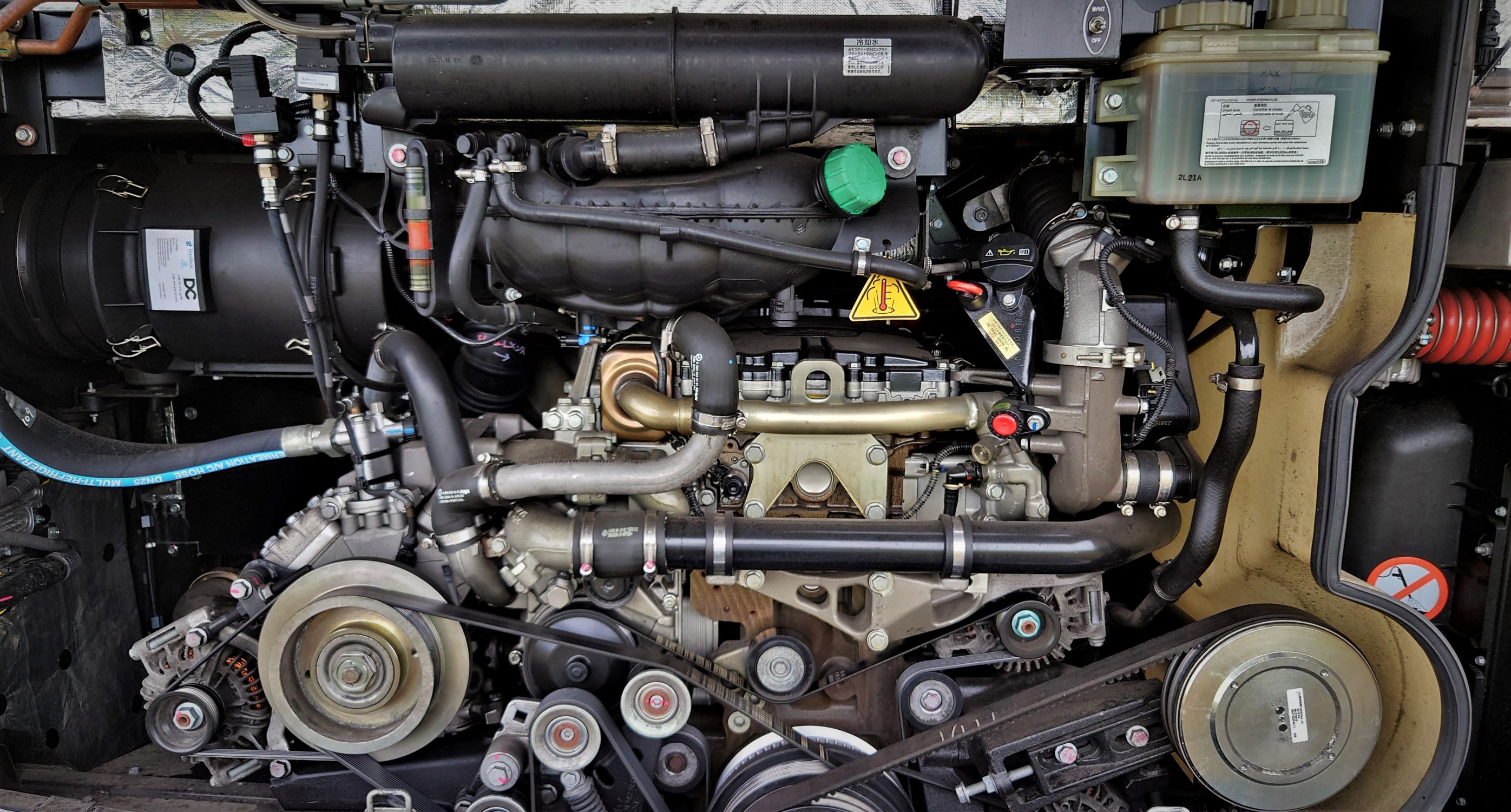
エアロエース(2TG-MS06GP)に搭載された6S10

- エアロクイーン・エアロエース(6S10(T2)のみ搭載)